# Leben und Zeit des Michael K.

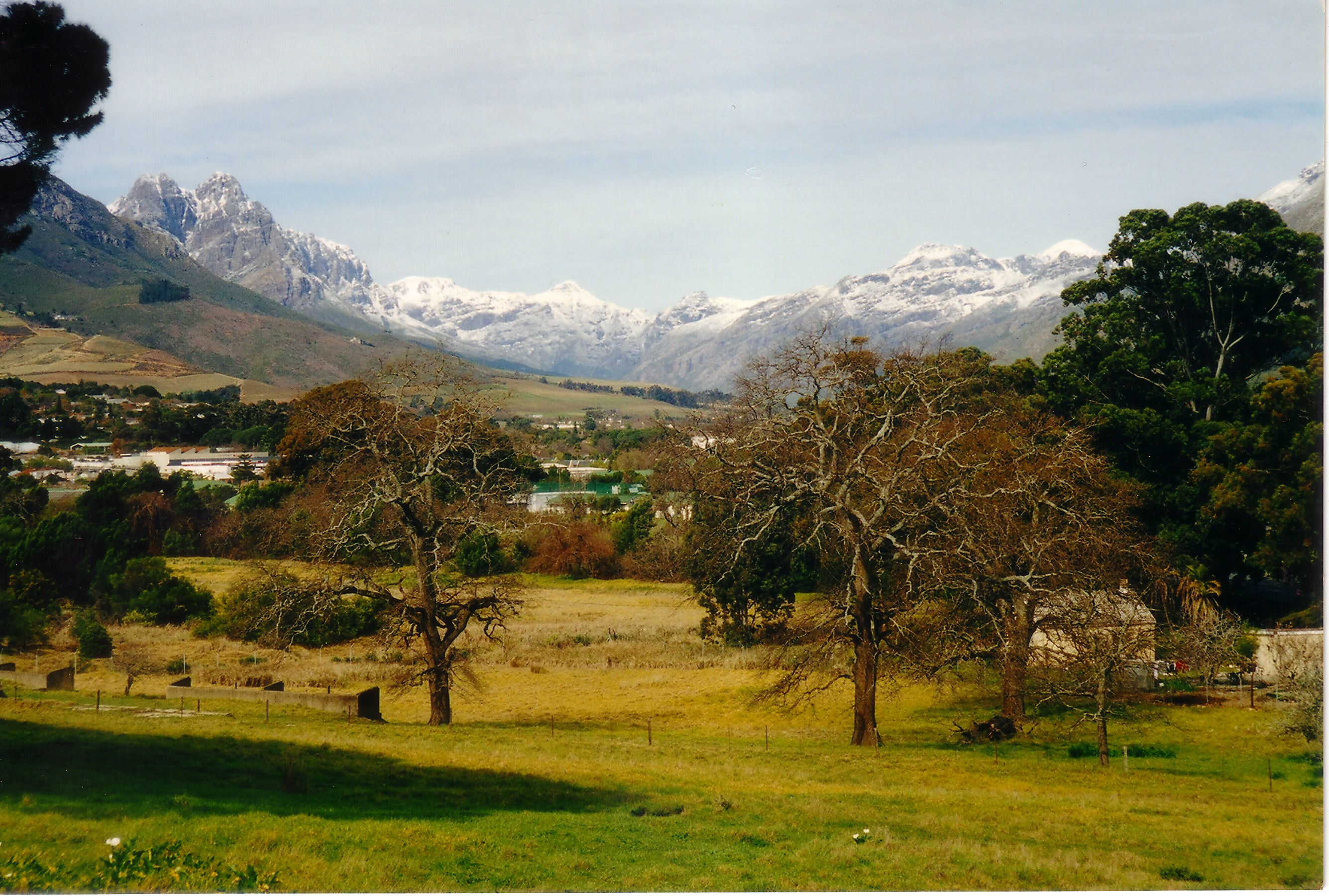
Landschaft bei Stellenbosch in der Provinz Westkap, durch die Michael K. im Roman seine Mutter zieht

Leben und Zeit des Michael K. (engl. Life & Times of Michael K) ist ein Roman des südafrikanischen Autors und späteren Literaturnobelpreisträgers J. M. Coetzee, der 1983 erschien. Im gleichen Jahr wurde er mit dem Booker Prize ausgezeichnet, 1984 mit dem CNA Literary Award. Der Roman beschreibt aus der Perspektive vor dem Ende der Apartheid ein stark fiktionalisiertes Südafrika der Zukunft, das sich in einem Bürgerkrieg befindet, und zählt zu Coetzees meistrezipierten Texten. Hauptfigur ist der schweigsame und als geistig einfach beschriebene Gärtner Michael K., der seine Mutter in einem Handkarren durch die Kriegswirren zu ihrer Geburtsfarm bringen will. Im Verlauf der Handlung stirbt die Mutter, was Michael K. nicht daran hindert, die Reise mit ihrer Asche fortzusetzen. Der etwa 200 Seiten lange Text wechselt dabei mehrfach die Erzählperspektive. Leben und Zeit des Michael K. behandelt Fragen nach Machtverhältnissen, politischem Widerstand und Individualität und ist reich an Bezügen zu anderen Texten. Auch Sprache, Kommunikation und zwischenmenschliche Verständigung sind zentrale Themen. Von der Kritik wurde der Roman überwiegend positiv aufgenommen, auch eine große Menge literaturwissenschaftlicher Forschung beschäftigt sich mit ihm. Die deutsche Übersetzung von Wulf Teichmann erschien im Jahr 1986.

## Inhalt

### Handlungsort
Der Roman spielt an teilweise realen Orten in Südafrika. Elf Jahre vor dem Ende der Apartheid erschienen beschreibt er ein Zukunftsszenario, in dem die Rassentrennung andauert und Bürgerkrieg herrscht. Wer genau die Konfliktparteien sind, wird aber nicht deutlich. Genaue Zeitangaben werden ebenfalls nicht gemacht; es lässt sich aus den Beschreibungen technischer Errungenschaften, die durchgehend dem Stand zur Zeit der Romanpublikation entsprechen, jedoch ableiten, dass es sich um eine nicht ferne Zukunft handelt. Teilweise wird auch auf südafrikanische Ereignisse der Vergangenheit angespielt, etwa den Aufstand in Soweto von 1976 und die anschließenden Unruhen. Konflikte aus dieser Zeit sowie die damit einhergehenden Sorgen und Ängste der Bevölkerung werden von Coetzee so in die Zukunft projiziert.

### Handlung

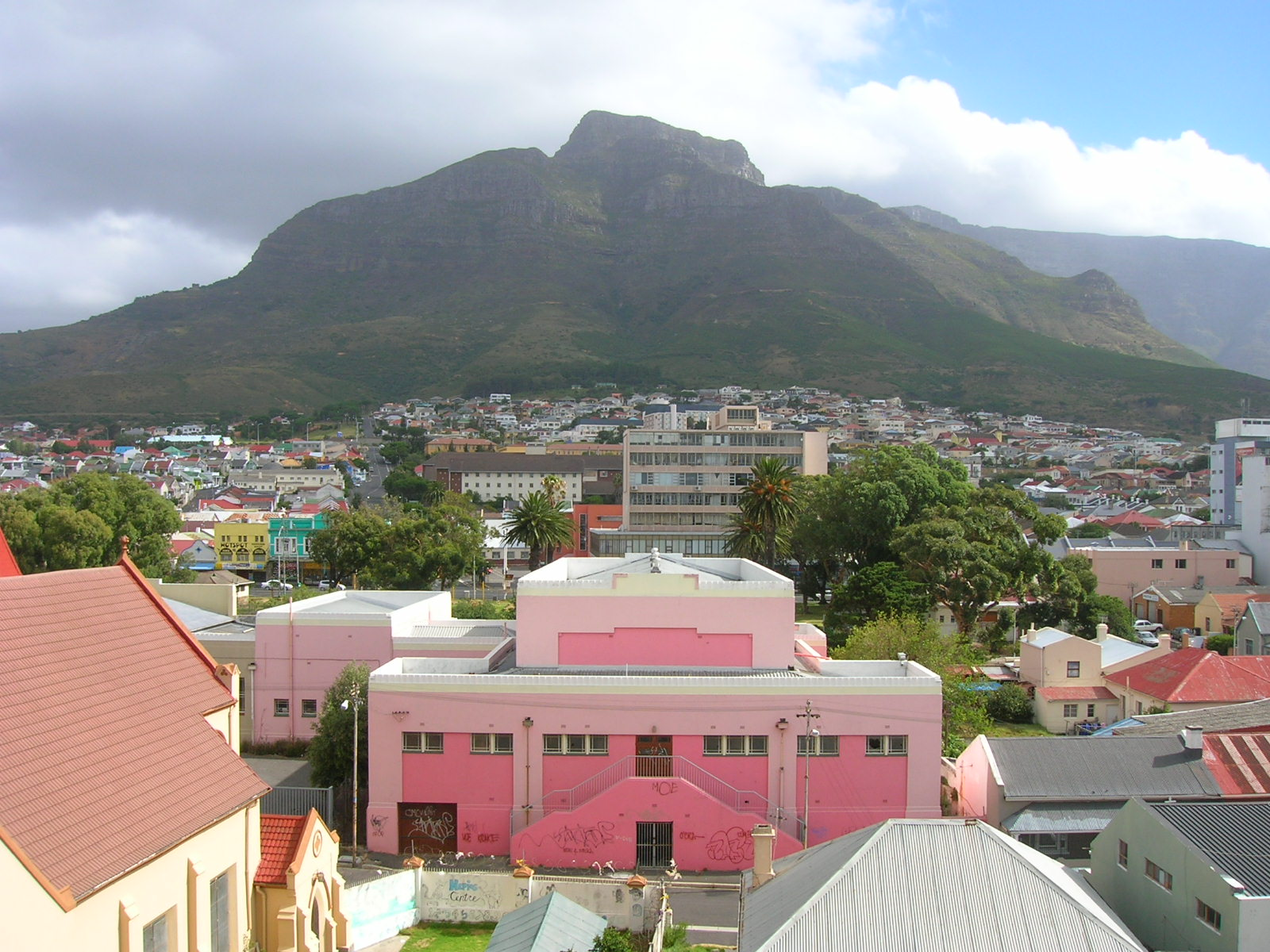
Ein nicht näher bestimmter Vorort von Kapstadt (im Bild Woodstock) ist der Ausgangs- und Endpunkt von Michael K.s Reise.

Die Hauptfigur Michael K. ist ein einfacher und ungebildeter Gärtner in einem Vorort von Kapstadt, der im ersten Satz des Romans durch seine Hasenscharte charakterisiert wird. Seine Hautfarbe wird im Roman nie direkt erwähnt; anhand der Eintragungen einer Karteikarte, die auf der Polizeistation über ihn angelegt ist, lässt sich aber indirekt schlussfolgern, dass er farbig ist. Die Romanhandlung beginnt mit der Geburt K.s. Er hat eine starke Bindung zu seiner Mutter, einer Putzfrau, die ihn jedoch wegen seiner körperlichen Entstellung schon hier abweisend behandelt. Als der Bürgerkrieg eskaliert und seine Mutter schwer erkrankt, gibt Michael K. seine Stelle auf, um die Mutter aufs Land zu ihrer Heimatfarm bei Prince Albert zu bringen. Da er die nötigen Papiere für die Reise nicht bekommen kann, schiebt er sie in einem Handkarren. Unterwegs stirbt die Mutter in einem Krankenhaus in Stellenbosch. Michael K. will ihre Asche in einer Plastiktüte zur Farm bringen, wird auf seinem Weg aber von Regierungsbeamten aufgegriffen und in ein Arbeitslager gebracht. Nachdem ihm die Flucht gelungen ist, versteckt er sich auf einer verlassenen Farm (es ist unklar, ob es sich dabei wirklich um die Geburtsfarm seiner Mutter handelt) und baut Kürbisse an. Von dort aus beobachtet er mehrfach Widerstandskämpfer, die vorüberziehen und teilweise seinen Garten benutzen. Obwohl ihn das verärgert, verlässt er sein Versteck nicht.
Nachdem er erneut von Soldaten aufgegriffen wurde, wird er in ein Wiedereingliederungslager in der Kapregion geschickt. Dort beginnt sich ein Arzt für ihn zu interessieren. Michael K. verweigert das Essen und wird schwer krank. Der Arzt versucht vergeblich, die Motivation hinter seinem Verhalten zu verstehen, und setzt sich für seine Freilassung ein. Schließlich gelingt Michael K. jedoch wieder selbst die Flucht. Eine Weile lebt er bei Nomaden, kehrt dann jedoch zurück in seine alte Wohnung in Kapstadt. Am Schluss des Romans schöpft Michael K. mit einem Teelöffel Wasser aus einem Brunnen und nimmt sich vor, diese Lebensweise – das Schöpfen einer winzigen Portion nach der anderen – zu einem Prinzip zu erheben. Dabei wird gleichzeitig wieder ein Bezug zum Anfang hergestellt: Der Säugling Michael wurde von seiner Mutter mit einem Teelöffel gefüttert, da er wegen seiner Hasenscharte nicht aus einer Flasche trinken konnte.

### Erzählweise
Der Roman ist in drei Abschnitte gegliedert. Der erste und mit Abstand längste beschreibt Michael K.s Geschichte vor seiner Einweisung in das Lager in der dritten Person. Dialoge sind dabei aufgrund seiner unkommunikativen Art relativ selten. Die Erzählung beschränkt sich größtenteils auf Handlungsbeschreibungen und einige Gedanken Michael K.s. Die Figur wird dabei nicht völlig kohärent dargestellt: Während viele seiner Gedanken auf einem naiven, teilweise kindlichen Niveau angesiedelt sind, erreichen einige Reflexionen auch ein relativ hohes Niveau, das als widersprüchlich zu seinem sonstigen Verhalten gelesen wurde. Derek Attridge sah in dieser Erzählweise einen Versuch, die Erzählung selbst von Michael K. zu distanzieren: Seiner Meinung nach soll deutlich gemacht werden, dass die Erzählung nicht wirklich Michael K.s Innenleben erfasst (wie es etwa in Erlebter Rede suggeriert würde), sondern stets eine künstliche Position außerhalb der wirklichen Gedankenwelt beibehält.
Der zweite Teil des Romans beschreibt Michael K.s Zeit im Wiedereingliederungslager und bringt einen radikalen Perspektivwechsel mit. Er besteht aus Tagebucheinträgen des Arztes, die in der ersten Person verfasst sind und seine Versuche reflektieren, Michael K. zu verstehen. Von dessen Innenleben wird in diesem Teil nichts erzählt: Der Leser erlebt nur das Scheitern des Arztes mit, Michael K.s Persönlichkeit zu verstehen. Der Arzt spricht ihn dabei durchgängig mit einem falschen Namen an, nämlich „Michaels“.
Der dritte und kürzeste Teil befasst sich mit der Zeit nach Michaels Flucht und ist, wie der erste Teil, wieder in der dritten Person erzählt. Allerdings kommt diesmal auch Michael K selbst zu Wort: In einer Passage ganz am Ende des Romans werden seine eigenen Gedanken und seine Lebensphilosophie in erlebter Rede wiedergegeben. Für Dominic Head ist der formale Aufbau des gesamten Romans darauf ausgelegt, diesem Teil eine hohe Priorität zu verschaffen.

## Interpretationen

### Titel und Name der Hauptfigur

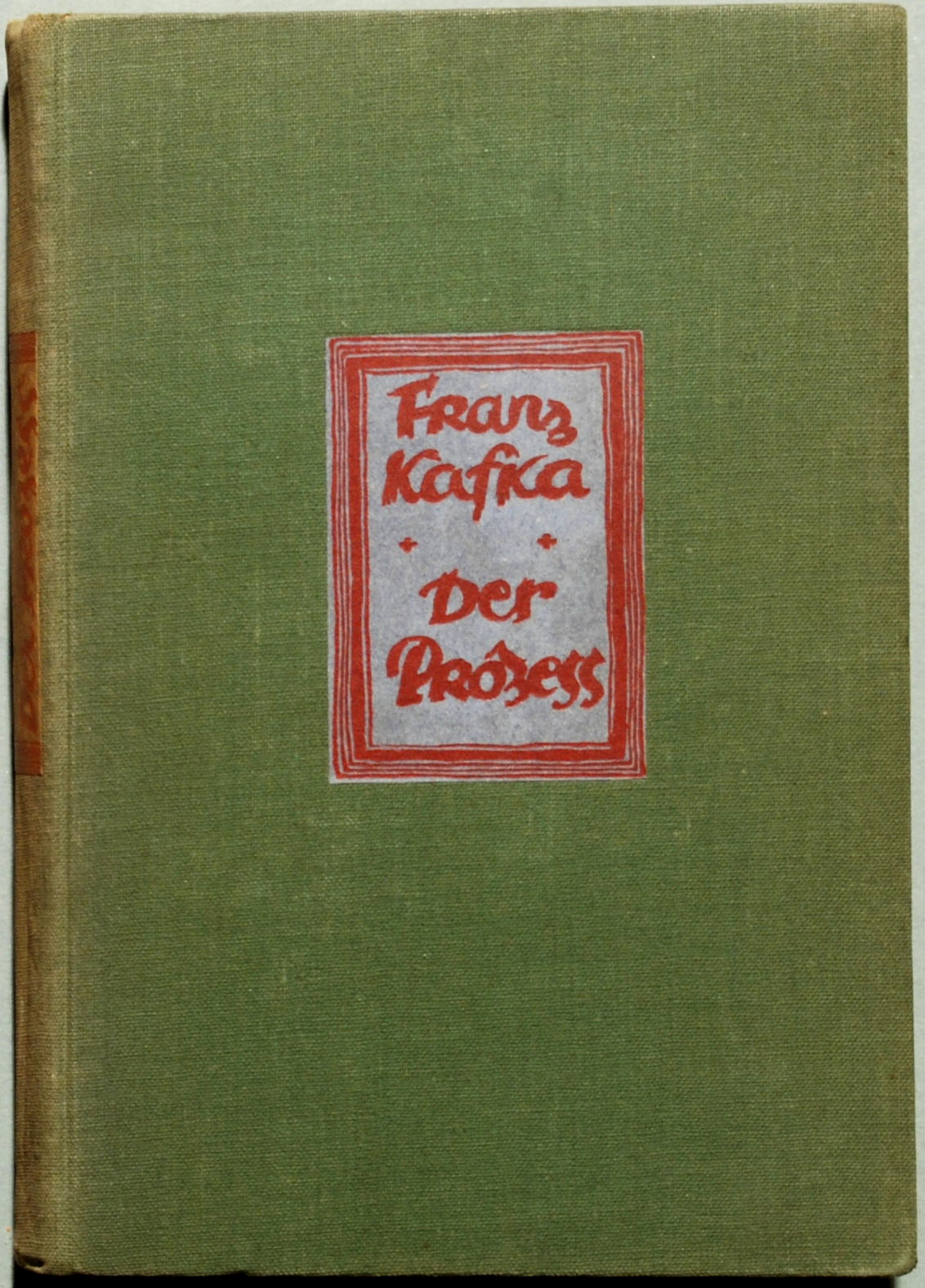
Erstausgabe von Kafkas Process, dessen Hauptfigur Josef K. oft als Bezugspunkt für den Namen Michael K. gesehen wird

Der Titel Life & Times of Michael K (im englischen Original, anders als in der deutschen Übersetzung, ohne Abkürzungspunkt) wurde auf verschiedene Weise interpretiert. Der Name der Hauptfigur stellt einerseits einen Bezug zu den Hauptfiguren von Franz Kafkas Romanen Der Process und Das Schloss her, die das Initial K mit Coetzees Hauptfigur teilen. Die direkte Bezugnahme von Coetzee auf Kafka ist in der Forschung um den Roman praktisch Konsens. Coetzee selbst sagte dazu, es gebe „kein Monopol auf den Buchstaben K“. Durch den Vornamen Michael ergibt sich zudem eine autobiografische Lesart: Michael ist Coetzees eigener zweiter Vorname, gleichzeitig tritt sein Familienname teilweise auch in Varianten wie „Kotze“ oder „Koekemor“ auf, von denen sich das K herleiten lässt, worauf Nadine Gordimer hinwies (die gleichzeitig als praktisch einzige Interpretin einen Bezug zu Kafka abstritt). Coetzee selbst hat mehrfach die Ansicht geäußert, dass sich autobiografische Elemente aus der Literatur nicht verbannen ließen und jeder Text bis zu einem gewissen Grad autobiografisch sei. In mehreren seiner Werke werden autobiografische Erzählungen mit Fiktion vermengt, was Interpretationen hervorrief, auch der Name Michael K sei eine Anspielung, die in dieser Hinsicht Unklarheit schaffen solle.
(The) Life and Times of... wiederum ist eine Formel, die im Titel von Biografien, Bildungsromanen und historischen Romanen seit dem 18. Jahrhundert gebräuchlich ist und damit eine Verbindung zu diesen Genres herstellt. Diese Traditionen zielten in der Regel darauf ab, ein Individuum im Kontext seiner Gesellschaft darzustellen; in Coetzees Roman wird dies ironisch gebrochen, als die Hauptfigur Michael K. jede Verbindung zur Außenwelt und zu anderen Menschen gerade abzuschneiden versucht. Durch die fiktive Epoche, in der der Roman spielt, lässt sich Times auch nicht eindeutig zuordnen.

### Erzählung und Aufbau
Die wechselnde Erzählhaltung im Laufe des Romans wirft Probleme auf, die in direktem Zusammenhang zu seinen Hauptthemen stehen. Dominic Head weist darauf hin, dass der allwissende Erzähler im ersten und dritten Teil des Romans eine Konvention des literarischen Realismus ist, die Aufmerksamkeit auf die Frage wirft, inwieweit Michael Ks Geschichte durch die Erzählung selbst manipuliert wird. Betont werde diese Frage durch den zweiten Teil, in dem der behandelnde Arzt explizite Versuche unternimmt, das Leben seines Patienten zu interpretieren und sich seine Geschichte dadurch anzueignen. Dadurch werde der Leser zur Vorsicht im Hinblick auf diese Tendenz trainiert. Obwohl der allwissende Erzähler in den anderen beiden Teilen weniger offensichtliche Deutungsversuche unternehme (und sich Wertungen über die Figur des Michael K fast ganz enthielte), sei diese Vorsicht auch angebracht. Die (bis auf die letzte Passage) fast völlige Verschwiegenheit des Protagonisten, die so gut wie nie einen Einblick in seine Gedankenwelt ermöglicht, erschwert dieses Problem und ist für Head auch ein Zeichen sowohl seiner Entrechtung, als auch gleichzeitig seiner (politischen) Resistenz.

### Die Frage nach dem allegorischen Gehalt
Ein typisches Motiv, das Leben und Zeit des Michael K. mit vielen anderen Romanen Coetzees teilt, ist das Erzählen einer Handlung, die sich historisch nicht eindeutig zuordnen lässt. Ein Problem, das sich daraus ergibt, ist die Frage, ob der Roman allegorisch zu lesen ist. Das Problem der Allegorie wird im Roman auch konkret angesprochen: Der behandelnde Arzt bezeichnet Michael K.s Aufenthalt im Wiedereingliederungslager als Allegorie, die es zu durchschauen gilt. Mit der Frage, ob der Roman selbst als Allegorie zu lesen ist (also in seiner wörtlichen Bedeutung eine andere impliziert), haben sich verschiedene Kritiker beschäftigt, darunter etwa David Attwell, der Coetzee die Frage auch direkt stellte. Coetzee verweigerte die Antwort jedoch mit der Begründung, seine eigenen Werke nicht kommentieren zu wollen.
Allegorische Lesarten haben zu verschiedenen Vorwürfen an Coetzee geführt (siehe Abschnitt Rezeption) und stellen ein Problem dar, das in verschiedenen anderen Werken Coetzees ebenfalls thematisiert wird. Ausgiebig hat sich Derek Attridge mit dieser Fragestellung beschäftigt. Dabei kommt er zu dem Schluss, dass der Roman die Frage zwar bewusst aufwirft und auch selbst thematisiert, letztlich aber in seiner wörtlichen Bedeutung gelesen werden muss und zu starke Verallgemeinerungen mit erzählerischen Strategien gezielt ausschließt. Ein Beispiel ist für ihn die Erzählsituation, die eine Nähe zur Gedankenwelt Michael K.s zu suggerieren scheint, letztlich aber durch Strategien wie den Verzicht auf erlebte Rede und verschiedene philosophische Überlegungen, die der Figur Michael K. nicht zuzutrauen sind, gerade wieder eine Distanz erzeugt. Die Stimme Michael K.s und des Erzählers werden so miteinander verwoben und lassen sich für den Leser nicht mehr eindeutig trennen; der Erzähler greift in Michaels Gedankengänge ein. Weil dadurch die erzählerische Ausgangssituation nicht klar definierbar ist, muss der Roman für Attridge unbedingt mit konkretem Bezug auf den Wortlaut seiner Sprache gelesen werden: Verallgemeinernde oder allegorische Interpretationen würden ein Wissen darüber voraussetzen, wer die Geschichte eigentlich erzählt, welches aber systematisch untergraben wird. Auch die systematischen Beschreibungen von scheinbar unwichtigen Details, Michaels grundsätzliche Überlegungen und die Schilderung körperlicher Erlebnisse lenken für Attridge den Fokus eher auf den Wortlaut der Sprache als auf eine mögliche allegorische Bedeutung.

### Politische und gesellschaftliche Einordnung
Der Versuch der politischen Einordnung des Romans hat zu verschiedenartigen Interpretationen geführt. Eine besondere Rolle nimmt dabei Michaels Rolle als Gärtner ein. Derek Wright sieht ihn als Helden der Ökologiebewegung der 1980er Jahre, andere Interpreten gingen eher von einem Bezug zur südafrikanischen Situation der siebziger Jahre aus. So wurde der Anbau von Kürbissen in dem Boden, auf den Michael die Asche seiner Mutter verstreut hatte, wahlweise als Propagierung eines symbolischen gesellschaftlichen Neuanfangs oder als ritueller Reinigungsprozess gelesen. Dem Anbau von Nahrungsmitteln steht auf der anderen Seite Michaels Verweigerung der Nahrungsaufnahme im Wiedereingliederungslager entgegen. Postkoloniale Ansätze sehen hier einen subversiven Akt – die Weigerung, sich in die Abhängigkeit der herrschenden Kräfte zu begeben, die andernorts als Unterdrücker auftreten. Das Unverständnis, das der behandelnde Arzt Michaels Verhaltensweise entgegenbringt, wurde infolge dieser Interpretation als Gelingen der Subversion gelesen. Andere Kritiker neigen jedoch eher dazu, die Figur Michael K. als von Grund auf unpolitisch zu sehen und seinen Hungerstreik gerade als Versuch zu interpretieren, sich aus allen politischen und ideologischen Diskursen herauszuhalten.
Michael K erklärt dem behandelnden Arzt selbst, er sei kein Teilnehmer des Krieges („I am not in the war“). Dominic Head sieht die Figur als Verkörperung des apolitischen Rückzugs – Michael K widersetze sich absolut jeder Art von sozialer oder politischer Einordnung. Dass der Roman selbst noch nicht einmal die (im Kontext eigentlich relevante) Hautfarbe der Hauptfigur erwähnt, sieht er als eine Verleugnung des Klassifikationssystems der Apartheid.
Ähnliche Debatten erstrecken sich um zwei weitere Figuren aus Coetzees Romanen, das Barbarenmädchen aus Warten auf die Barbaren und Friday aus der Robinson-Crusoe-Adaption Foe (dt. Mr. Cruso, Mrs. Barton und Mr. Foe).

### Michael K als unabhängiges Individuum

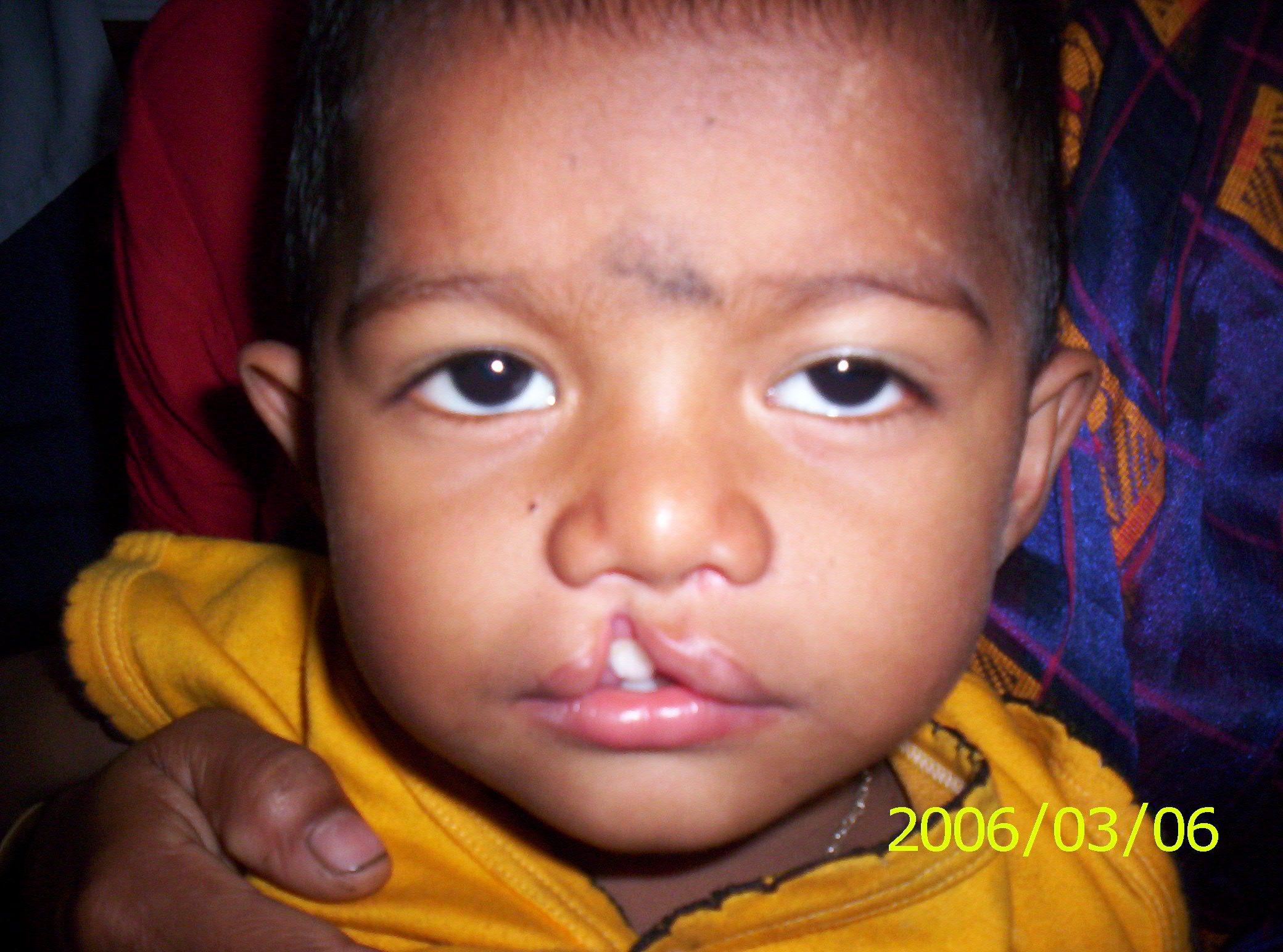
Ein Kind mit „Hasenscharte“ (Lippen-Kiefer-Gaumenspalte)

Derek Attridge sieht Michaels hervorstechendstes körperliches Merkmal, die Hasenscharte, als Beleg dafür an, dass er als Figur außerhalb ideologischer Diskurse steht: Die psychische Prägung, die er durch diese Deformation (und die daraus folgende Zurückweisung durch seine Mutter) erfahren hat, beruht nicht auf seiner Einordnung in eine gesellschaftliche Gruppe, sondern auf einer individuellen Eigenschaft. Die Figur des Michael K. ist für ihn daher nicht als Stellvertreter einer bestimmten Bevölkerungsgruppe zu lesen, sondern als Individuum, das in gewisser Weise außerhalb aller möglichen Kategorisierungen steht – und diesen Status auch anstrebt, indem er sich allen zwischenmenschlichen Verpflichtungen zu entziehen versucht. Michael K. erklärt ausdrücklich den Wunsch, keine Kinder zu haben, denen gegenüber er Verantwortung hätte, und nach seinem Tod möglichst spurlos zu verschwinden.

### Bezüge zu anderen Texten
Wie viele von Coetzees Romanen ist Leben und Zeit des Michael K. reich an intertextuellen Bezügen zu verschiedenartigen anderen Werken. Prominente Vergleiche, die wiederholt gezogen werden, betreffen Werke von Franz Kafka und Samuel Beckett. Hier finden sich viele offensichtliche Parallelen. Das Initial K teilt Michael sowohl mit den Hauptfiguren von Kafkas Romanen Der Process und Das Schloss als auch mit Kafka selbst. Coetzee selbst hat mehrere Essays über Kafka veröffentlicht und auch in seinem Roman Elizabeth Costello eine eindeutig an das Schloss angelehnte Episode geschrieben. Nach der Namensgebung von Michael K. befragt, äußerte er: „[I]ch bedaure es nicht, den Buchstaben K in Michael K. benutzt zu haben, wenngleich das nach Selbstüberschätzung aussieht. Es gibt kein Monopol auf den Buchstaben K; oder, um es anders auszudrücken, es ist genauso gut möglich, das Universum um die Stadt Prince Albert in der Kap-Provinz kreisen zu lassen wie um Prag.“ Neben den Protagonisten der beiden Romane weist Michael K. auch signifikante Ähnlichkeiten zu Kafkas Hungerkünstler auf, der durch das Verweigern der Nahrungsaufnahme nach und nach verschwindet. Während Kafkas Hungerkünstler dies jedoch als öffentliche Vorführung betreibt, ist für Coetzees Michael K gerade der Rückzug aus der Gesellschaft und die Verweigerung ihrer Anforderungen entscheidend. Anders als der Hungerkünstler trägt Michael K. keine heroischen Züge. Deutliche Parallelen zu Kafka finden sich auch in Coetzees Beschreibungen endlos lange andauernder und aussichtsloser bürokratischer Mechanismen, etwa bei Michael K.s Antrag um eine Reiseerlaubnis bei den Behörden, die letztlich nie ausgestellt wird, bis er sich illegalerweise eigenständig auf den Weg macht.

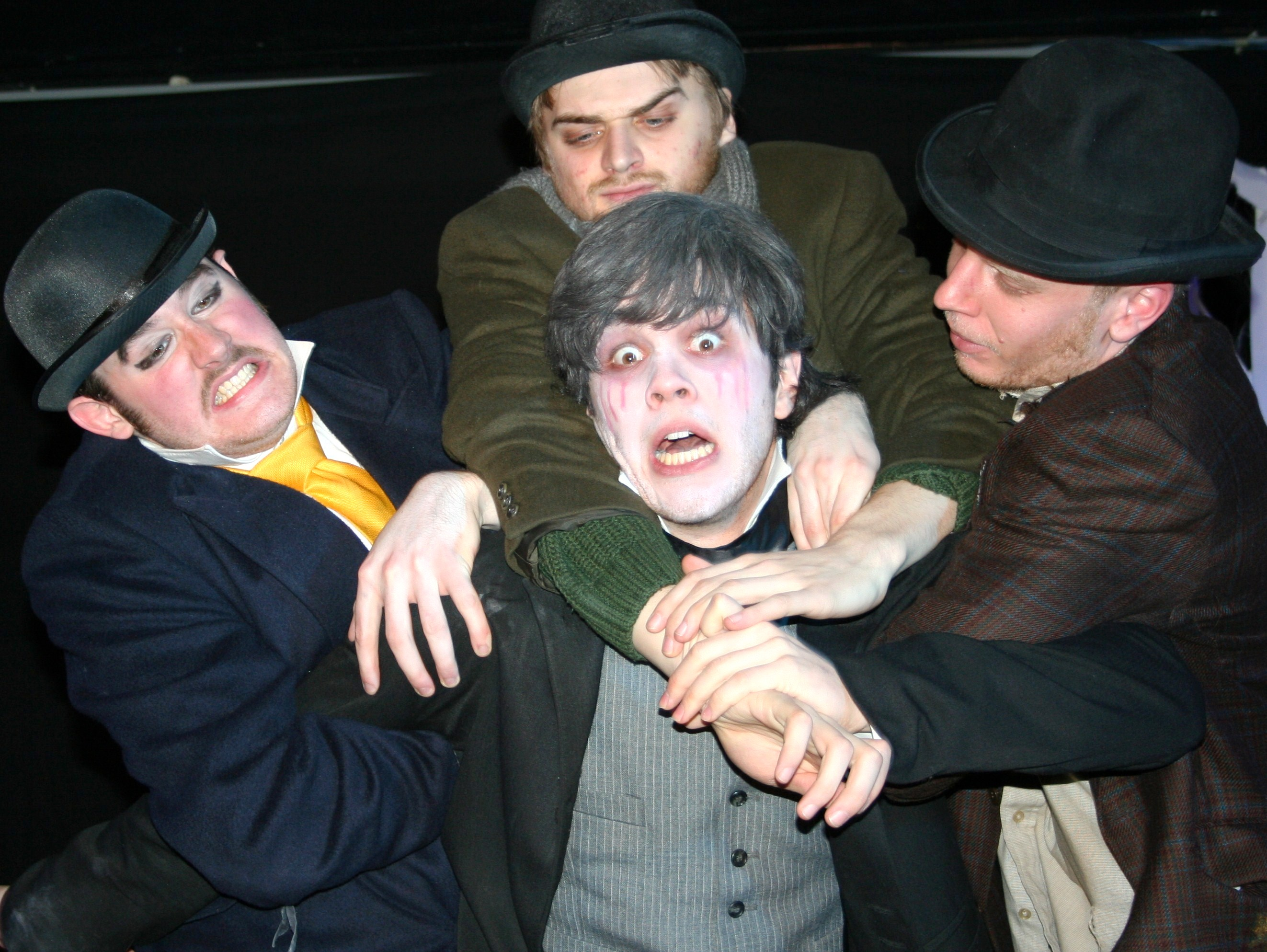
Szene aus einer Inszenierung von Warten auf Godot. In seiner Außenseiterthematik ist Coetzees Roman an verschiedene Werke Becketts angelehnt.

Ein weiterer Autor, mit dessen Werk der Roman wiederholt in Bezug gesetzt wurde, ist Samuel Beckett. Einer der Literaturwissenschaftler, die sich mit diesem Bezug intensiv beschäftigt haben, ist Gilbert Yeoh. Yeohs Ansicht nach bedient sich Coetzee in seinem Gesamtwerk, in besonderem Maße aber in Michael K. gezielt Erzählstrategien Becketts, um sie in Wechselwirkung mit den konkreten politischen Implikationen für die Situation Südafrikas zu setzen. Er bezieht sich dabei insbesondere auf Becketts Romane, vor allem auf Molloy; die zu Grunde liegende Außenseiter-Thematik ist jedoch in Becketts Gesamtwerk, etwa auch in seinem bekanntesten Theaterstück Warten auf Godot, nachweisbar. Für Yeoh werden Becketts Außenseiterfiguren durch allgemeine Entfremdung in ihre Positionen gedrängt, während Coetzee daraus ein konkretes Problem der sozialen Ausgrenzung macht. Er weist zwischen Beckett und Coetzee verschiedene direkte Bezugnahmen auf sprachlicher und ideologischer Ebene nach, wobei die Unfähigkeit, die eigene Geschichte zu erzählen, eine besondere Rolle einnimmt. Während Becketts Charaktere dieses Problem oft selbst thematisieren, wird es von Michael K jedoch in der Regel nur durch seine Mitmenschen (etwa den Arzt im Wiedereingliederungslager) wahrgenommen. Anhand dieser Ausgangslage kommt Yeoh zu der Ansicht, Coetzee fühle sich in diesem Roman offenkundig nicht in der Lage, eine Geschichte aus „schwarzer“ Sicht zu erzählen, gleichzeitig jedoch in gewisser Weise dazu verpflichtet – und der weißen Bevölkerung unwiederbringlich entfremdet.
Manfred Loimeier erkannte darüber hinaus ein Gedicht des brasilianischen Dichters João Cabral de Melo Neto als Bezugspunkt, das in der englischen Übersetzung von Elizabeth Bishop The Death and Life of a Severino heißt und damit schon im Titel Parallelen aufweist. Severino, ein in Brasilien gängiger Name, steht seiner Meinung nach in ähnlicher Weise stellvertretend für den Durchschnittsmenschen wie der Name Michael K. Ähnlich wie Michael K. stammt Severino aus kleinen Verhältnissen und ist mit Problemen wie Hunger und Krankheit konfrontiert. Das Gedicht beschreibt seinen Weg vom Landesinneren an die Küste, wobei er unter anderem zwei Männern begegnet, die einen Leichnam in einer Hängematte tragen. Loimeier sieht hierin ein literarisches Vorbild für Coetzees Roman.
Auch zu Heinrich von Kleists Michael Kohlhaas lässt sich nicht zuletzt durch die Namensähnlichkeit ein Bezug herstellen. Peter Horn bezeichnete Michael K. als Inversion von Michael Kohlhaas und stellte fest, während Kleist an einer bürgerlichen Idee von Freiheit festhalte, bejahe Coetzee eine Ethik des Minimalismus, die auf dem unzerstörbaren Eigensinn eines einzelnen Menschen aufbaue. Dimitris Vardoulakis wies auf Ähnlichkeiten zwischen den Checkpoints, die Michael K passieren muss, und der Grenze zwischen Brandenburg und Sachsen hin, die für Kohlhaas zum Hindernis wird.

## Rezeption

### Preise
Leben und Zeit des Michael K. wurde 1983 mit dem Booker Prize ausgezeichnet, der als wichtigster britischer Literaturpreis gilt. In der Begründung heißt es:

“This life-affirming novel illuminates the human experience: the need for an interior, spiritual life; for meaningful connections to the world in which we live; and for purity of vision.”

„Dieser lebensbejahende Roman beleuchtet die menschliche Erfahrung: die Notwendigkeit für ein inneres, spirituelles Leben; für bedeutsame Verbindungen zu der Welt, in der wir leben; und für eine Reinheit der Sicht.“

Als 1999 der Roman Schande ebenfalls den Booker Prize erhielt, wurde Coetzee damit zum ersten Autor, dem die Auszeichnung zweimal zuerkannt wurde.
1984 wurde Leben und Zeit des Michael K. zudem in Südafrika der hochrangige CNA Literary Award zugesprochen, den er sich mit Douglas Livingstones Selected Poems teilte.

### Kritik
Die Auszeichnung mit dem Booker Prize war die bis dahin hochrangigste, die Coetzee erhalten hatte. Der Roman wurde von der Kritik insgesamt positiv aufgenommen und zählt neben Warten auf die Barbaren und Schande bis heute zu Coetzees bekanntesten und meistrezipierten Werken, sowohl im Feuilleton als auch in der Literaturwissenschaft.

#### Positive Stimmen
Die Schriftstellerin Cynthia Ezick verglich den Roman in der New York Times mit The Adventures of Huckleberry Finn und Robinson Crusoe; Leben und Zeit des Michael K. arbeite die Einsichten von Huck Finn erneut auf, allerdings aus der Perspektive des entflohenen Sklaven Jim. Coetzee sei ein Autor voller Erfindungsreichtum und Überzeugungskraft. Seine gedämpfte, aber dringliche Klage gelte einem Südafrika, das aus seinen eigenen (schwarzen und weißen) Kindern Abhängige, Parasiten und Gefangene gemacht habe. Dabei seien die Offenbarungen und Enthüllungen von Michael K. keineswegs als versteckte Rechtfertigung von Terrorismus zu verstehen – insgesamt habe Coetzee keinen symbolischen Roman über die Unausweichlichkeit von Guerillakrieg und Revolution geschrieben, sondern in der Sprache der Imagination die schwerfälligen Scherze und Selbstbetrügereien der Dummheit offengelegt. Sein Thema sei die wilde und gnadenlose Kraft der Beschränktheit.
Julia Leigh wählte für den The Independent den Roman als „Book of a Lifetime“. Leben und Zeit des Michael K. habe einen tiefen Eindruck auf sie gemacht und sie dazu gebracht, so viel von Coetzees Werk zu lesen wie möglich. Sie lobte den Wechsel der Erzählstimmen, mit dem der Text auf Kluge Art der Autorität ausweiche, und beschrieb Coetzees Stil unter anderem als barock, schwindelerregend, bunt und pikaresk.

#### Negative Stimmen
Auch kritische und ablehnende Stimmen kamen auf. Der impliziten Parallelen des Wiedereingliederungslagers, in dem Michael K. interniert wird, zu einem Konzentrationslager wurde von einigen Kritikern als unangemessen wahrgenommen. Durch derartige offensichtlich unzutreffende Einordnungen entstünde die Gefahr, dass der Blick auf das in Südafrika tatsächlich begangene Unrecht verstellt würde. Der Mythos burischer Leidensfähigkeit und Unbeugsamkeit würde dadurch in Mitleidenschaft gezogen. Es herrscht in der Sekundärliteratur allerdings Uneinigkeit darüber, ob Coetzee an diesem Punkt angreifbar ist oder „bewusst blasphemisch“ vorgeht, was etwa Susan VanZanten Gallagher annimmt.
Ein weiterer Vorwurf lautete, Coetzee vernachlässige die Belange der unterdrückten schwarzen Bevölkerung, indem er weiße Klischees bediene: Michael K. sei der Inbegriff des naturverbundenen, unkultivierten Schwarzen, der außerhalb der Geschichte stehe und damit ein Stereotyp der weißen ökologischen Bewegungen der achtziger Jahre. Durch diese Figur würden Mythen und Vorurteile der weißen Unterdrücker unter einem sympathischen Deckmantel letztlich fortgeschrieben. Ulrich Horstmann hielt dem entgegen, dass Michael K. gerade keine Kontinuität burischer Lebensart anstrebe und sich außerdem selbst als „Gärtner“ begreife, der die Landschaft zu kultivieren habe.

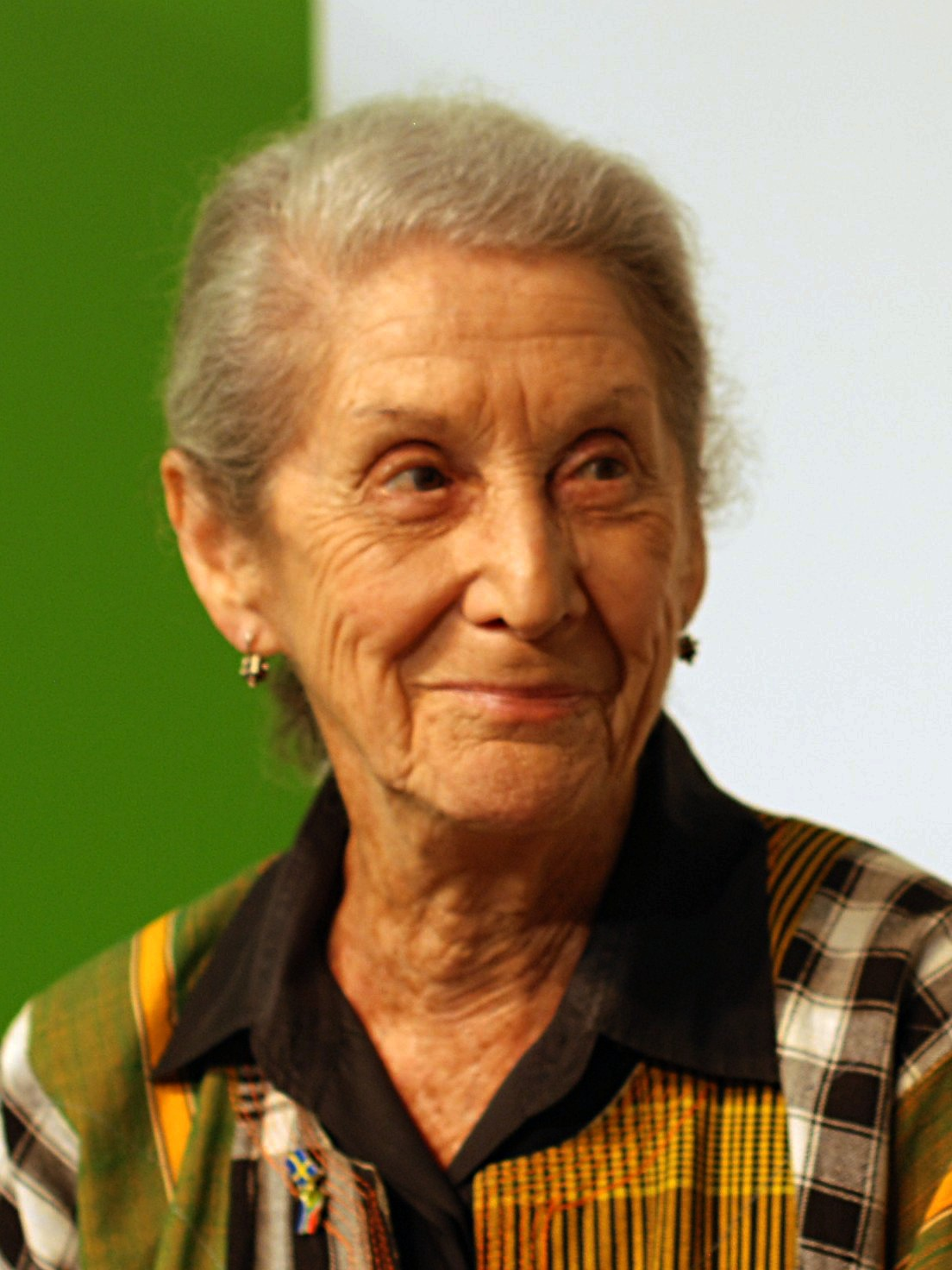
Nadine Gordimer 2010

Vorbehalte gegen den Roman äußerte auch die Literaturnobelpreisträgerin Nadine Gordimer im New York Review of Books in einer vielbeachteten Rezension mit dem Titel The Idea of Gardening. Sie warf Coetzee vor, mit seiner marginalisierten, entrechteten Hauptfigur die wirkliche Rolle der Opfer politischer Unterdrückung nicht zu erkennen: „[He] does not recognize what the victims, seeing themselves as victims no longer, have done, are doing, and believe they must do for themselves“ („Er erkennt nicht an, was die Opfer, die sich selbst nicht mehr als Opfer sehen, tun und glauben, für sich selbst tun zu müssen“). Gleichzeitig vermisst sie in Anlehnung an Georg Lukács eine Organizität, die die zentrale Verbindung zwischen privatem und gesellschaftlichem Schicksal definiere und die hier stärker verzerrt sei, als die Subjektivität eines Schriftsteller das rechtfertigen könne.
In einem Rückblick im Guardian kritisierte Sam Jordison 2009 die Figur Michael K, die er eher als „schwerfälliges Handlungs-Stilmittel“ („clumsy plot device“) wahrnahm als als echte Figur. Seine Listen und Erfolge und seine eloquenten Reden und suchenden Fragen stehen für Jordan im Widerspruch zur Einfachheit der Figur, an die der Leser immer wieder erinnert werde. Zudem kritisierte er eine Angewohnheit Coetzees, seine didaktischen Aussagen überzubetonen und zu wenig Glauben an die Fähigkeit seiner Leser zu haben, Bedeutung auch ohne ständige Einwürfe nachzuvollziehen. Jordison sieht darin „ernsthafte Ärgernisse“ („serious annoyances“). Obwohl Leben und Zeit des Michael K. elegant geschrieben sei, sei es ein „zutiefst mangelhaftes Buch“ („a deeply flawed book“).
Christopher Lehmann-Haupt erhob 1983 in der New York Times ähnliche Vorwürfe und kritisierte zudem die seiner Meinung nach zu aufdringlichen Anspielungen auf Kafka. Leben und Zeit des Michael K. schaffe es aus diesen Gründen nicht, die gleiche Kraft zu entfalten wie der Vorgängerroman Warten auf die Barbaren.

### Gescheiterte Verfilmung
Der Regisseur Cliff Bestall plante eine Verfilmung des Romans für den britischen Fernsehsender Channel 4. Coetzee, der auf ein Vetorecht bestand, kommentierte mehrere unterschiedliche Fassungen des Drehbuchs. Die Ursprungsfassung, mit der er einverstanden war, stieß auf Ablehnung seitens des Senders, der sich ein positiveres Ende wünschte – eine Forderung, der Coetzee wiederum nicht entgegenkommen wollte. Bestow bemühte sich um einen Kompromiss zwischen den beiden Parteien und legte eine zweite Fassung des Drehbuchs vor, die Coetzee allerdings rundheraus ablehnte. Eine dritte Fassung des Drehbuchs, die auf der ursprünglichen beruhte, wurde schließlich nicht mehr verfilmt, da sich in der Zwischenzeit Änderungen in der Personalstruktur von Channel 4 ergeben hatten.
Bestall war besonders an der filmischen Umsetzung der Schweigsamkeit der Figur Michael K interessiert, die er mit Mitteln der Performance umsetzen wollte – „A black figure in brilliant sunlight stepping through a crop of pumpkins got me“ („Eine schwarze Figur in gleißendem Sonnenlicht, die zwischen Kürbissen hindurchläuft, überzeugte mich“). Als Vorbilder für die Verfilmung nannte er Charlie Chaplin und Buster Keaton. Nach seiner Aussage war Coetzee von der Idee angetan und bezeichnete die ursprüngliche Fassung als „better than the book“ („besser als das Buch“).

### Ausgaben
- J. M. Coetzee: Life & Times of Michael K. Secker & Warburg: London 1983, ISBN 0-436-10297-8.
- J. M. Coetzee: Leben und Zeit des Michael K. (dt. von Wulf Teichmann), Hanser: München/Wien 1986, ISBN 3-596-13252-5.

### Sekundärliteratur
- Gardening as Resistance: Life and Times of Michael K. In: Dominic Head: J. M. Coetzee, Cambridge University Press: Cambridge 1997, ISBN 0-521-48232-1.
- In der Strafkolonie. Leben und Zeit des Michael K. In: Manfred Loimeier: J. M. Coetzee, edition text + kritik: München 2008, ISBN 978-3-88377-916-4.
- Tamlyn Monson: An Infinite Question: The Paradox of Representation in „Life & Times of Michael K“. in Journal of Commonwealth Literature 38, 2003, S. 87–106
- Derek Wright: Chthonic Man: Landscape, History and Myth in Coetzee's „Life & Times of Michael K“. In: New Literatures Review 21, 1991, S. 1–15
- Derek Wright: Black Earth, White Myth: Coetzee's „Michael K“. In: Modern Fiction Studies 38, 1992, S. 435–444
- Gilbert Yeoh: J. M. Coetzee and Samuel Beckett. In: Ariel 41/4 (2004)